# Nikolaj Markussen
Nikolaj Markussen (Helsinge, 1º agosto 1988) è un pallamanista danese.

## Carriera

### Club
Fa il suo esordio a livello professionistico nel 2007 con il Nordsjælland Håndbold.
All'inizio della stagione 2009 viene confermato il passaggio di Markussen al Club Balonmano Ciudad Real. Il giocatore viene nell'ambito dell'accordo ceduto a titolo temporaneo al Nordsjælland Håndbold per due stagioni. 
Passa al termine della stagione 2010-2011 al Club Balonmano Atlético de Madrid (società che aveva acquisito il titolo sportivo del Ciudad Real) con il quale vince una Supercoppa di Spagna (nel 2011), una Coppa del Re e un titolo Super Globe (nel 2012). È inoltre nel vicecampione del Campionato spagnolo di pallamano maschile (Liga ASOBAL 2011-2012) e vicecampione dell'edizione 2011-2012 dell'EHF Champions League. 
Nel 2013 si trasferisce all'El Jaish Handball Team, rimanendovi un anno. Ritorna nel campionato danese nel 2014, militando nelle file dello Skjern Håndbold. Al termine della stagione 2014-2015 passa al Bjerringbro Forenede Håndboldklubber, con il quale vince immediatamente il titolo nazionale al termine dell'annata 2015-2016.
Dalla stagione 2020-2021 si trasferisce agli ungheresi del Veszprém.

### Nazionale
Ha militato nelle rappresentative del suo Paese a partire dalle selezioni giovanili. Ha vinto nel 2009 la medaglia d'argento al Campionato mondiale juniores di pallamano maschile, al termine del quale è stato premiato come miglior laterale sinistro della manifestazione. Con la nazionale maggiore ha vinto il Campionato europeo maschile di pallamano 2012. Nel 2013 ha ottenuto il secondo posto al Campionato mondiale. Nel 2019 ha vinto la medaglia d'oro al Campionato mondiale, primo trionfo assoluto per la Danimarca.